# 伊戈尔·帕米奇
伊戈尔·帕米奇（1969年11月19日—），克罗地亚男子足球运动员，场上位置是前锋。他曾代表克罗地亚参加1996年欧洲足球锦标赛，结果队伍止步八强。